# Маунт-Корі (Огайо)
Маунт-Корі (англ. Mount Cory) — селище (англ. village) в США, в окрузі Генкок штату Огайо. Населення — 225 осіб (2020).

## Географія
Маунт-Корі розташований за координатами 40°56′5″ пн. ш. 83°49′24″ зх. д. / 40.93472° пн. ш. 83.82333° зх. д. (40.934798, -83.823467).  За даними Бюро перепису населення США в 2010 році селище мало площу 0,99 км², уся площа — суходіл.

## Демографія
Згідно з переписом 2010 року, у селищі мешкали 204 особи в 77 домогосподарствах у складі 64 родин. Густота населення становила 205 осіб/км².  Було 87 помешкань (87/км²).
Расовий склад населення:
| - 96,1 % — білих - 1,5 % — азіатів - 0,5 % — корінних американців |

До двох чи більше рас належало 2,0 %. Частка іспаномовних становила 0,0 % від усіх жителів.
За віковим діапазоном населення розподілялося таким чином: 28,4 % — особи молодші 18 років, 57,4 % — особи у віці 18—64 років, 14,2 % — особи у віці 65 років та старші. Медіана віку мешканця становила 39,7 року. На 100 осіб жіночої статі у селищі припадало 102,0 чоловіків;  на 100 жінок у віці від 18 років та старших — 97,3 чоловіків також старших 18 років.
Середній дохід на одне домашнє господарство  становив 49 332 долари США (медіана — 46 250), а середній дохід на одну сім'ю — 52 813 долари (медіана — 48 125). За межею бідності перебувало 14,6 % осіб, у тому числі 26,0 % дітей у віці до 18 років та 0,0 % осіб у віці 65 років та старших.
Цивільне працевлаштоване населення становило 78 осіб. Основні галузі зайнятості: виробництво — 32,1 %, мистецтво, розваги та відпочинок — 15,4 %, освіта, охорона здоров'я та соціальна допомога — 15,4 %.[джерело?]